# Matt Gaetz
Matthew Louis "Matt" Gaetz II, född 7 maj 1982 i Hollywood i Florida, är en amerikansk republikansk politiker och advokat. Han representerade delstaten Floridas första distrikt i USA:s representanthus mellan 2017 och 2024. Tidigare representerade han det fjärde distriktet för Floridas representanthus 2010–2016.

## Biografi
Gaetz föddes i Hollywood i Florida som son till politikern Don Gaetz och Victoria Quertermous. Hans far representerade delar av nordvästra Florida i Floridas senat från 2006 till 2016 och som president för senaten från 2012 till 2014. Gaetz farfar Jerry Gaetz var borgmästare i Rugby, North Dakota och kandidat i guvernörsvalet 1964.
Gaetz växte upp nära Fort Walton Beach och tog examen vid Florida State University 2003. Efter att ha avlagt juristexamen 2007 arbetade Gaetz på en advokatbyrå i Fort Walton Beach i Florida. Han avlade bar exam 2008.

### Politisk karriär
Gaetz valdes till Floridas representanthus 2010. 2016 kandiderade han till USA:s representanthus och vann. 
2023 tvingade Gaetz fram en omröstning i representanthuset om att avsätta talmannen Kevin McCarthy. 216 ledamöter röstade för och 210 mot, vilket ledde till att McCarthy avsattes.
Enligt amerikansk nyhetsrapportering i början av april 2021 skulle Gaetz kanske lämna politiken i förtid som följd av anklagelser om opassande privata omständigheter, bland annat ett förhållande med en 17-årig flicka.
Efter Donald Trumps vinst i presidentvalet 2024 nominerade han Gaetz till posten som USA:s justitieminister. Detta väckte uppmärksamhet då Gaetz utretts av FBI för anklagelser om trafficking och sex med minderåriga. Utredningen avslutades 2023 utan att något åtal väcktes. Även representanthusets etiska kommitté har utrett honom efter anklagelser om andra förseelser. Gaetz förnekade alla anklagelser men meddelade senare att han inte längre stod till förfogande som justitieminister då han ansåg att skriverierna skulle bli en distraktion från det politiska arbetet. Han meddelade även att han även avsåg avsluta sitt arbete i kongressen. Trump nominerade senare Pam Bondi till posten som justitieminister. I samband med att han blev nominerad till justitieminister avgick Gaetz från representanthuset.

## Media
2020 publicerade Gaetz en bok med titeln Firebrand och han var även värd för en podcast med samma titel. 
I december 2024 meddelade konservativa One America News Network att Gaetz kommer att vara värd för en politisk talkshow, The Matt Gaetz Show, på TV-kanalen med start i januari 2025. Tidigare hade det spekulerats i om Gaetz skulle värvas av Newsmax, där han tidigare hoppat in som gästprogramledare under sin tid i kongressen.

## Privatliv
Gaetz gifte sig 2021 med Ginger Luckey, syster till Oculus VR-grundaren Palmer Luckey.